# Citi Open 2017
Citi Open 2017 — тенісний турнір, що проходив на відкритих кортах з твердим покриттям William H.G. FitzGerald Tennis Center у Вашингтоні (США). Це був 49-й за ліком Відкритий чемпіонат Вашингтона серед чоловіків і 7-й - серед жінок. Належав до категорії 500 у рамках Туру ATP 2017, а також категорії International у рамках Туру WTA 2017. Тривав з 31 липня до 6 серпня 2017 року.

## Очки і призові

### Розподіл очок
| Дисципліна                 | П   | Ф   | ПФ  | ЧФ | 1/8 | 1/16 | 1/32 | Q   | Q2  | Q1  |
| Одиночний розряд, чоловіки | 500 | 300 | 180 | 90 | 45  | 20   | 0    | 10  | 4   | 0   |
| Парний розряд, чоловіки    | 500 | 300 | 180 | 90 | 0   | Н/Д  | Н/Д  | 45  | 25  | 0   |
| Одиночний розряд, жінки    | 280 | 180 | 110 | 60 | 30  | 1    | Н/Д  | 18  | 12  | 1   |
| Парний розряд, жінки       | 280 | 180 | 110 | 60 | 1   | Н/Д  | Н/Д  | Н/Д | Н/Д | Н/Д |

### Розподіл призових грошей
| Дисципліна                 | П        | Ф        | ПФ      | ЧФ      | 1/8     | 1/16    | 1/321  | Q2     | Q1   |
| Одиночний розряд, чоловіки | $355,460 | $174,265 | $87,685 | $44,595 | $23,160 | $12,215 | $6,600 | $1,355 | $690 |
| Парний розряд, чоловіки *  | $107,020 | $52,400  | $26,280 | $13,490 | $6,970  | Н/Д     | Н/Д    | Н/Д    | Н/Д  |
| Одиночний розряд, жінки    | $43,000  | $21,400  | $11,500 | $6,200  | $3,420  | $2,220  | Н/Д    | $1,285 | $750 |
| Парний розряд, жінки *     | $12,300  | $6,400   | $3,435  | $1,820  | $960    | Н/Д     | Н/Д    | Н/Д    | Н/Д  |

1 кваліфаєри отримують і призові гроші 1/32 фіналу

* на пару

## Учасники основної сітки в рамках чоловічого турніру

### Сіяні учасники
| Країна     | Гравець                | Рейтинг1 | Сіяний |
| ---------- | ---------------------- | -------- | ------ |
| Австрія    | Домінік Тім            | 7        | 1      |
| Японія     | Кей Нісікорі           | 8        | 2      |
| Канада     | Мілош Раоніч           | 9        | 3      |
| Болгарія   | Григор Димитров        | 10       | 4      |
| Німеччина  | Олександр Звєрєв       | 11       | 5      |
| Франція    | Гаель Монфіс           | 16       | 6      |
| Франція    | Люка Пуй               | 17       | 7      |
| США        | Джек Сок               | 19       | 8      |
| США        | Джон Ізнер             | 20       | 9      |
| Австралія  | Нік Киріос             | 21       | 10     |
| Люксембург | Жіль Мюллер            | 22       | 11     |
| Німеччина  | Міша Зверєв            | 25       | 12     |
| Аргентина  | Хуан Мартін дель Потро | 30       | 13     |
| США        | Стів Джонсон           | 34       | 14     |
| ПАР        | Кевін Андерсон         | 35       | 15     |
| США        | Раян Гаррісон          | 42       | 16     |

- 1 Рейтинг подано станом на 24 липня 2017

### Інші учасники
Учасники, що потрапили до основної сітки завдяки вайлд-кард:
- Григор Димитров
- Кей Нісікорі
- Мілош Раоніч
- Тім Смичек
- Tommy Paul

Учасниця, що потрапила в основну сітку завдяки захищеному рентингові:
- Дмитро Турсунов

Гравці, що потрапили до основної сітки через стадію кваліфікації:
- Sekou Bangoura
- Alessandro Bega
- Юкі Бгамбрі
- Alexios Halebian
- Edan Leshem
- Рамкумар Раманатхан

Як щасливий лузер в основну сітку потрапили такі гравці:
- Марк Полменс

### Відмовились від участі
До початку турніру
- Dan Evans →його замінив  Рубен Бемельманс
- Джон Ізнер →його замінив  Марк Полменс
- Ілля Марченко →його замінив  Рейллі Опелка
- Бернард Томіч →його замінив  Стефан Козлов

## Учасники основної сітки в парному розряді

### Сіяні пари
| Країна          | Гравець        | Країна    | Гравець      | Рейтинг1 | Сіяний |
| --------------- | -------------- | --------- | ------------ | -------- | ------ |
| Фінляндія       | Генрі Контінен | Австралія | Джон Пірс    | 5        | 1      |
| Польща          | Лукаш Кубот    | Бразилія  | Марсело Мело | 5        | 3      |
| Велика Британія | Джеймі Маррей  | Бразилія  | Бруно Соарес | 11       | 2      |
| США             | Боб Браян      | США       | Майк Браян   | 16       | 4      |

- 1 Рейтинг подано станом на 24 липня 2017

### Інші учасники
Нижче наведено пари, які отримали вайлдкард на участь в основній сітці:
- Роган Бопанна /  Дональд Янг
- Ніколас Монро /  Джек Сок

Нижче наведено пари, що пробились в основну сітку через стадію кваліфікації:
- Джеймс Серретані /  Марк Полменс

## Учасниці основної сітки в рамках жіночого турніру

### Сіяні учасниці
| Країна    | Гравчиня            | Рейтинг 1 | Сіяна |
| --------- | ------------------- | --------- | ----- |
| Румунія   | Сімона Халеп        | 2         | 1     |
| Франція   | Крістіна Младенович | 13        | 2     |
| США       | Лорен Девіс         | 35        | 3     |
| Німеччина | Юлія Гергес         | 39        | 4     |
| Франція   | Осеан Доден         | 54        | 5     |
| Румунія   | Моніка Нікулеску    | 57        | 6     |
| Росія     | Катерина Макарова   | 59        | 7     |
| США       | Крістіна Макгейл    | 60        | 8     |

- 1 Рейтинг подано станом на 24 липня 2017

### Інші учасниці
Учасниці, що потрапили до основної сітки завдяки вайлд-кард:
- Б'янка Андрееску
- Сімона Халеп
- Слоун Стівенс

Гравчині, що пробились в основну сітку через стадію кваліфікації:
- Луїза Чиріко
- Валентіні Грамматікопулу
- Джеймі Лоеб
- Гезер Вотсон

### Відмовились від участі
До початку турніру
- Дарія Касаткіна →її замінила  Патрісія Марія Тіг
- Юлія Путінцева →її замінила  Франсуаз Абанда
- Франческа Ск'явоне (участь у турнірі в Стенфорді) →її замінила  Арина Соболенко
- Ярослава Шведова →її замінила  Маріана дуке-Маріньйо
- Саманта Стосур →її замінила  Яна Чепелова

## Учасниці основної сітки в парному розряді

### Сіяні пари
| Країна   | Гравчиня                 | Країна    | Гравчиня         | Рейтинг1 | Сіяна |
| -------- | ------------------------ | --------- | ---------------- | -------- | ----- |
| Індія    | Саня Мірза               | Румунія   | Моніка Нікулеску | 23       | 1     |
| Японія   | Аояма Сюко               | Чехія     | Рената Ворачова  | 81       | 2     |
| Колумбія | Маріана дуке-Маріньйо    | Аргентина | Марія Ірігоєн    | 198      | 3     |
| Греція   | Валентіні Грамматікопулу | Японія    | Нао Хібіно       | 218      | 4     |

- 1 Рейтинг подано станом на 24 липня 2017

### Інші учасниці
Нижче наведено пари, які отримали вайлдкард на участь в основній сітці:
- Скайлер Мортон /  Алана Сміт

## Переможці та фіналісти

### Чоловіки. Одиночний розряд
- Олександр Звєрєв —  Кевін Андерсон 6–4, 6–4.

### Одиночний розряд. Жінки
- Катерина Макарова —  Юлія Гергес 3–6, 7–6(7–2), 6–0.

### Парний розряд. Чоловіки
- Генрі Контінен /  Джон Пірс —  Лукаш Кубот /  Марсело Мело 7–6(7–5), 6–4

### Парний розряд. Жінки
- Аояма Сюко /  Рената Ворачова —  Ежені Бушар /  Слоун Стівенс, 6–3, 6–2